# Namo Batang
Namo Batang is een bestuurslaag in het regentschap Deli Serdang van de provincie Noord-Sumatra, Indonesië. Namo Batang telt 263 inwoners (volkstelling 2010).